# Том Браун (актор)
Томас Едвард Браун (англ. Thomas Edward Brown; 6 січня 1913, Нью-Йорк — 3 червня 1990) — американський актор і модель.

## Біографія
Браун народився в Нью-Йорку в сім'ї Вільяма Гарольда «Гаррі» Брауна та Марі Френсіс Браун. Був дитиною-моделлю з двох років та позував в образах Бастера Брауна, Хлопчика зі стрілою та Бьюїка. Том Браун отримав освіту в Нью-Йоркській професійній дитячій школі. Мати винесла його на сцену на руках, коли йому було всього шість місяців.
Як актор він найбільше запам'ятався за головною роллю в «Пригодах усміхненого Джека» та за роллю Гілберта Блайта в «Енн із Зелених Дахів» (1934). Пізніше він з'явився в телевізійних шоу Gunsmoke, Mr. Adams and Eve, General Hospital і Days of Our Lives. Він також грав постійну роль лейтенанта Ровакса у «Містері Лакі».
Том Браун пішов на службу в армію Сполучених Штатів під час Другої світової війни, де за три роки піднявся у званні від рядового до лейтенанта, служив у Франції як парашутист, був нагороджений французьким Воєнним хрестом і медаллю «Бронзова зірка». Отримав звання капітана 40-ї піхотної дивізії. Проходив службу під час Корейської війни в 40-й піхотній дивізії, де досяг звання підполковника.
Том Браун помер у Вудленд-Хіллз, Лос-Анджелес, у віці 77 років.
За його внесок у кіноіндустрію Браун відзначений зіркою на Голлівудській алеї слави в 1960 році на Вайн-стріт, 1648.

## Фільмографія
- 1929 — Леді бреше / The Lady Lies
- 1933 — Центральний аеропорт / Central Airport
- 1937 — Травневі дні / Maytime
- 1938 — Весело ми живемо / Merrily We Live — Кейн Кілборн
- 1938 — В старому Чикаго / In Old Chicago
- 1938 — Прощавай, Бродвей / Goodbye Broadway
- 1938 — Герцог Вест-Пойнта / The Duke of West Point
- 1939 — Сержант Мадден / Sergeant Madden